# Кузня (Великопольське воєводство)
Кузня (пол. Kuźnia) — село в Польщі, у гміні Хоч Плешевського повіту Великопольського воєводства.
Населення — 281 особа (2011).
У 1975-1998 роках село належало до Каліського воєводства.

## Демографія
Демографічна структура станом на 31 березня 2011 року:
|          | Загалом | Допрацездатний вік | Працездатний вік | Постпрацездатний вік |
| -------- | ------- | ------------------ | ---------------- | -------------------- |
| Чоловіки | 124     | 22                 | 84               | 18                   |
| Жінки    | 157     | 31                 | 78               | 48                   |
| Разом    | 281     | 53                 | 162              | 66                   |